# Hudzsirt járás
Hudzsirt járás (mongol nyelven: Хужирт сум) Mongólia Dél-Hangáj tartományának egyik járása. Területe 1700 km². Népessége kb. 9500 fő.
Székhelye Hudzsirt (Хужирт), mely 84 km-re északra fekszik Arvajhér tartományi székhelytől.